# Julian Pszczółkowski
Julian Pszczółkowski pseudonim „Myśliwiec” (zm. 1945) – komendant Okręgu II – Mazowsze-Północne, organizacji wojskowej Narodowe Siły Zbrojne. Został nim po śmierci poprzedniego komendanta, a zarazem jego brata, Zdzisława Pszczółkowskiego.
Był jednym z dowódców akcji rozbicia aresztu Powiatowego Urzędu Bezpieczeństwa Publicznego w Krasnosielcu, w nocy 1/2 maja 1945, w trakcie której poległ. Pośmiertnie odznaczony Srebrnym Krzyżem Orderu Virtuti Militari V klasy.
W filmie pt. Historia Roja w  reżyserii Jerzego Zalewskiego, w rolę Juliana Pszczółkowskiego (w filmie Henryk Pszczółkowski, „Myśliwiec”) wcielił się Aleksander Zalewski.